# Гаккебуш Михайло Михайлович
Михайло Михайлович Гаккебуш (10 лютого 1874 — 2 квітня 1929, Париж) — журналіст, публіцист. Брат Валентина та Любові Гаккебуш.
Закінчив історико-філологічний факультет Санкт-Петербурзького університету. Співпрацював у газеті «Київське слово». З 1904 по 1905 роки випускав в Москві газету «Русская Правда». Коли газету було закрито, Гаккебушу довелося виїхати за кордон. Він повернувся після виходу Маніфесту 17 жовтня. Працював в газеті «Биржевые ведомости». Є автором книг «Максимилиан Робеспьер» (1898, під псевдонімом «Кусторубов»), «Мария Башкирцева и Нерон» (1898), «Воскресший Лазарь» (1905), «Об автономии Польши» (1906).
У 1914 році змінив прізвище на «Горєлов». Емігрував в Берлін, де в 1921 році видав книгу «На реках Вавилонских: заметки беженца».
Архів Михайла Гаккебуша зберігається в Пушкінському Домі в Санкт-Петербурзі.